# Lac des Jaspes
Pour les articles homonymes, voir Jaspe.
Le lac des Jaspes est un lac de la Grande Terre des îles Kerguelen dans les Terres australes et antarctiques françaises (TAAF). Il est situé sur la péninsule Courbet.